# Aleko
Aleko (tiếng Nga: Алеко) là vở opera 1 màn của nhà soạn nhạc vĩ đại người Nga Sergei Rachmaninoff. Người viết lời cho tác phẩm là Vladimir Nemirovich-Danchenko. Lời của tác phẩm dựa trên bài thơ The Gypsies của Aleksandr Sergeyevich Pushkin. Đây là tác phẩm được viết để Rachmaninoff tốt nghiệp môn sáng tác vào năm 1892. Tác phẩm được nhận huy chương vàng. Vở opera này được viết theo một kịch bản có sẵn và được hoàn thành chỉ trong vòng 17 ngày. 